# Пјер Клостерман
Пјер Клостерман (фр. Pierre Clostermann; Куритиба, 28. фебруар 1921 — Монтескје дес Албер, 22. март 2006) је био један од најпознатијих пилота ловаца из Другог светског рата.

## Биографија
Рођен је као син дипломата у Бразилу. Убрзо након капитулације Француске прешао је у Уједињено Краљевство. Примљен је у пилотску школу у Кранвелу, а 1942. у 61. оперативно-тренажну јединицу у Рендалу, да би 21. јануара 1943. у чину наредника био распоређен у 341. ескадрилу (Алзас) Слободне Француске. Под командом Ренеа Мушота ескадрила је тада била у Шкотској, али је ускоро била пребачена за Бигин Хил, да би извршавала задатке летећи на ловцима Супермарин Спитфајер IX.

### 341. ескадрила
Клостерман је стекао корисна искуства на својим првим летовима изнад Француске у пролеће 1943. и тада је први пут известио о ваздушној победи, 17. јуна, када је погодио и оштетио немачки Месершмит Бф-109. Потом, на дан 27. јула, његов ловачки пук је пратио америчке дневне бомбардере типа Мартин Мародер у нападу на Триквил. Када су бомбардери окренули за повратак кући после извршеног напада, непријатељски авиони су се појавили приближавајући се са југоистока. Пилоти 341. ескадриле окренули су улево да пођу у пењање, „ка сунцу“ но одмах затим морали су да прискоче у помоћ 485. ескадрили јер је она нападнута. Почело је прегањање по небу и борба на висини од 6 400 m са Мушотом на челу, који је повео своје пилоте против 14 немачких ловаца Фоке Вулф Fw-190. Капетан Л. Ц. Мартел и његов пратилац Клостерман оборили су сваки по два Фоке Вулфа. Тачно месец дана касније, 341. ескадрила је пратила америчке бомбардере летеће тврђаве Б-17 у напад на бродоградилишта у Сен Омеру. Током борби Спитфајери су се распршили, а Клостермана је напало осам немачких Фоке Вулфова. Успео је да једнога обори, а потом да умакне својим гониоцима. Али се Мушот није вратио са те акције. Клостерманова последња ваздушна победа у 341. ескадрили, био је Месершмит Бф-109 којег је оборио 26. октобра. При нападима на циљеве на земљи, он је уништио два железничка воза и пет камиона, а и касније се посебно истакао у нападима на сличне циљеве.

### Искрцавање у Нормандији
На дан 28. октобра 1943. Клостерман је прешао на дужност у 602. ескадрилу, и извршио је неколико летова у нападима против непријатељских лансирних рампи и станица са летећим бомбама Фау-1 које су Немци убрзано градили у подручју Па де Калеа. Клостерман је извршио 22 таква напада на лансирне рампе летећих бомби, а у другим нападима из ниског лета погодио је један патролни брод и железнички воз, као и неколико камиона. Потом, у јануару 1944. његова 602. ескадрила је пребазирана за Оркнеј, где је једино узбуђење представљао лов на немачке извиђачке авионе који су летели на великим висинама. Међутим, 602. ескадрила се вратила назад управо на време да би узела учешћа у операцијама искрцавања у Нормандији, 6. јуна 1944. године.
Деветог дана инвазије, Клостерман и његов пријатељ Жак Ремлинже, летели су близу аеродрома Дроа, када су се сукобили са неколико немачких авиона. Клостерман је уништио један Бф-109, а Ремлинже је погодио другога док је трећег „вероватно уништио“. Те вечери Пјер Клостерман је слетео својим Спитфајером у родну Француску, јер је 602. ескадрила пребазирана у нову ваздухопловну базу на мостобрану у Нормандији. Девет дана касније, када је неколико Fw-190 извршило брзи напад на мостобран, Клостерман је уништио једног, а вероватно и другог Бф-109Б. Два дана касније он је засуо ватром три камиона, један штабни аутомобил и зграду немачке команде за време оружаног извиђања између Кана и Фалеза. Следеће вечери, он је оборио један Фоке Вулф Fw-190, а два дана касније пријавио је још један вероватно уништен непријатељски авион. Летећи у једној мисији близу Бриуза, поподне 30. јуна, приметио је известан број авиона Бф-109 у ниском лету и одмах је извршио напад и једнога од њих вероватно уништио. У току тог периода напада на земаљске циљеве, 602. ескадрила је постигла бројне поготке у немачке тенкове, моторне транспортере и трупе.
Седам пилота из 602. ескадриле полетело је 2. јула, у недељу, али их је дочекало 40 ловаца Fw-190 и Бф-109 југоисточно од Кана. У огорченој ваздушној борби Клостерман је уништио два Фоке Вулфа. Ускоро после тога Клостерман је био одликован Авијатичарским крстом за заслуге у борби и вратио се у Енглеску на одмор.
У Енглеској се упознао са авионима Хокер Тајфун и новим типом авиона Темпест V. После неколико захтева за премештај био је прекомандован у 274. ескадрилу 122. пука Темпеста, који су базирали на аеродрому Волкел у Холандији. У то време, док је било потребно још само неколико недеља до завршетка рата, активности поручника пилота Клостермана су биле готово непознате, али у току ових последњих дана рата то се изменило.

### Операције на Темпестима
Клостерман је у своју прву операцију на Темпесту кренуо 2. марта 1945, а његова серија ваздушних победа почела је 5. марта, када је полетео да испроба ватрену моћ својих авионских топова. Близу Хенгелоа открио је четири Месершмита који су били у ниском лету и обрушио се на њих и отворио ватру, а потом уронио у облаке. Изронивши напоље са друге стране приметио је један Бф-109 како гори на земљи. На дан 14. марта уништио је још један Бф-109, а другога је тукао ватром из топова и вероватно уништио, док је трећег оштетио. Потом је Клостерман прекомандован у 56. ескадрилу и 28. марта, када је летео на 13 km југозападно од града Минстера, на оружано извиђање, приметио је један мали авион физелер Фи-156 Шторх (рода) на стајанки. Авион се налазио између две зграде на ивици велике травнате пољане, док је у близини авиона стајало троје штабних кола и известан број Немаца. Клостерман је превео свога Темпеста у благо понирање и отворио ватру; немачки авион је букнуо у пламену, запаљени бензин је запалио и једну од зграда. Када је авион извукао из напада, приметио је да се Фи-156 руши.
За време лета изнад подручја Бремен-Хановер на дан 2. априла, запалио је неколико немачких камиона, а онда је приметио два Fw-190 како полећу са оближњег аеродрома Алхорн. Направио је заокрет и нашао се иза једног од Немаца, приближио му се са задње стране и отворио ватру гађајући дугим рафалом од три секунде. Његови погоци, су прво прштали по писти а онда су почели да се пењу према ловцу који је полетао и оборили га. Уље погођеног Fw-190 је попрскало стакло ветробана Клостерманове кабине, што га је омело да пође у напад на други Фоке вулф. Касније је приметио неколико бомбардера Јункерса Ју-88 на земљи, отворио ватру и том приликом у пролазу оштетио два немачка авиона. На путу ка бази, он је напао железнички воз и још неке камионе.
Следећег дана, његова ескадрила је напала возове и немачке војне транспорте, а ујутро 5. априла Клостерман је оборио један Јункерс Ју-88. Затим, поподне је 56. ескадрила била ангажована у борби са 16 непријатељских ловаца изнад језера Димер, када је Клостерман учествовао у уништавању два немачка авиона и сам оштетио још два. Лента за орден Авијатичарски крст за заслуге у борби била му је уручена неколико дана касније.

## Напади изнад Немачке
Клостерман је поново био постављен, али овога пута за команданта „А“ ескадриле 3. групе. На дан 19. марта он је нападао возове и војни транспорт близу Хамбурга, а у току поподнева је водио своје пилоте у напад на аеродром Ротенбург. Наилазећи у ниском лету, напао је неколико авиона Хајнкел Хе-177, вероватно уништио два, и добро изрешетао још два друга авиона. Када је сутрадан повео осам темпеста у напад изнад Шверина, помогао је у обарању великог Јункерса Ју-290 изнад мореуза Скагерака. До сумрака тога дана он је летео на још један задатак. Но, у пљуску кише изгубио је своје авионе, а југозападно од Хамбурга приметио је неку противавионску ватру која је долазила од савезничке оклопне колоне, јер је један од нервозних артиљераца опалио по њему и делимично закачио његов авион, тако да му је парче гранате окрзнуло ногу. Готово истог тренутка он је приметио шест Fw-190 у ниском лету, који су нападали ту колону — што је било објашњење за савезничку паљбу. Клостерман их је напао и сам пао под паљбу нових шест Фоке вулфа који су му се у обрушавању приближавали. Француз је направио заокрет за најближим Fw-190, опалио два дуга рафала са даљине од 230 m. Велики траг пламена је избио из немачког авиона, који се окренуо на леђа и пао на земљу. Повукао се са тог врућег терена ка бременској луци и у ниском лету наједном је био потеран од шест Fw-190. Избегавајући њихове поготке, наишао је на жестоку ватру немачке лаке противавионске артиљерије. Следећих неколико минута је протекло у конфузном прегањању са немачким Fw-190, његов Темпест је био погођен, и коначно је Клостерман успео да погоди једног непријатеља северно од Бремена. Немац је сигурно мислио да му не прети никаква опасност, јер је мирно летео у равној линији, али Клостерман му се примакао с репа и отворио ватру са даљине од тек 365 m. Немачки пилот је у међувремену кренуо на принудно слетање, али да би Клостерман био сигуран у пун погодак, поново га је напао и запалио га.
Ускоро по сванућу 3. маја 1945. Клостерман је повео одељење под надимском „Блек“ (црно) ради оружаног извиђања у подручју града Кила. Осам километара источно од Олденбурга приметио је неколико авиона на аеродрому и устремио се да то и провери. Тада је пребројао осам Fw-190 који су били црно обојени а носили су подвешене жуто обојене бомбе, Пришао им је ближе да би их напао и један од ових ловаца бомбардера је букнуо у пламену, док је друга два тешко оштетио. Тога поподнева Клостерман је повео своје авионе у напад у подручју Плема, а онда је кренуо да изврши извиђање уз данску обалу. У Агер фјорду открио је и извршио напад на подморницу од 500 БРТ, коју су гађали све док није потонула. Касније су полетели у напад на аеродром и хидробазу у Гросемборде, близу Хелгенхафена. Посматрајући циљ са висине од 1.220 m, Клостерман је набројао готово стотину авиона различитих типова, од којих су неки били на навозу пред спуштање у воду, а други на копненом делу аеродрома. Он се обрушио предводећи своје темпесте у напад летећи правцем од севера према југу, рафалима погодио два хидроавиона типа блом и вос Бв-138 који су се налазили на површини воде, и један Дорније До-24 који се налазио на навозу. Дорније се уздрмао под ударима темпестових топовских погодака, пао у воду и преломио се на двоје. Својим рафалима потопио је и следећи Дорније До-24 који се налазио на сидришту. Окрећући авион назад, он је утврдио да противавионци не делују и одлучио да се понови напад, међутим, овога пута правцем од севера према југу. Сада је одабрао циљеве на аеродрому и његова топовска ватра је погодила два авиона типа Арадо Ар-234 и Јункерс Ју-352. Овај последњи се преломио надвоје, а његово лево крило се искривило и преломило. Још увек није било противавионске ватре, међутим, умешали су се немачки ловци и пилоти темпеста су се борили са оно мало муниције која им је преостала. Клостерман је уништио ловце Fw-190 и Бф-109.

### Командант пука
После ове успешне операције Клостерман је следећег дана повео цео пук у нападе на подручју Кила. Међутим, нису открили неке нарочите циљеве. После подне је поново водио своје пилоте, овога пута до данске границе, до аеродрома и хидробаза у покрајини Шлезвиг-Холштајн. Тада је Клостерман приметио два хидроавиона Дорније До-18, који су били на површини воде и напао их; једнога је потопио док је други био захваћен пожаром, а још два авиона је оштетио.
Рат се завршио четири дана касније. Клостерман је добио орден за изузетне заслуге у служби, као и француска одликовања Легију части, Крст слободе и Ратни крст са 27 палми. Сва ова одликовања учинила су га једним од највише одликованих Француза у Другом светском рату. Клостерманови борбени резултати су заиста импресивни. Уништио је 19 непријатељских авиона и учествовао у уништавању још 14 других авиона, са укупно 33 признате ваздушне победе. Овоме треба додати да је имао још пет „вероватно уништених“ авиона и осам оштећених. Учествовао је у разарању још три авиона, вероватно уништио још три, а оштетио 13 авиона. У нападима на друге циљеве на земљи он је засипао топовском ватром 72 железничке композиције, 225 моторних возила, пет тенкова, два патролна брода, једну рафинерију нафте и учествовао у уништавању једне подморнице. Све је то било обухваћено у 432 борбена полетања.
Приликом свечаног ваздушног дефилеа, 12. маја 1945. у Бремерхафену, он је пилотирао једним од четири темпеста који су се том приликом сударили у ваздуху, и био је једини који је преживео овај трагични догађај. Његов пук је потом пребазиран у Копенхаген. Тада је Клостерман још једном избегао смрт, 1. јула 1945. када је отказао његов мотор. Из РАФ-а је изашао у августу 1945. и вратио се у своју домовину. Касније је написао своје две књиге, „Велики циркус“ и „Огњеви са неба“.

### Касније године
Након рата, Клостерман је радио као инжењер, учествујући у оснивању Ремс-Авијејшена, радећи као представник Цесне и за Рено. Клостерман је имао успешну политичку каријеру, служећи осам мандата као посланик у Француској народној скупштини између 1946. и 1969. Такође се кратко активирао у Француском ратном ваздухопловству 1956-57. током Алжирског рата.
Током Фолкландског рата између Аргентине и Уједињеног Краљевства, Клостерман је наводно честитао аргентинским пилотима на њиховој храбрости. Као резултат ове „издаје“ РАФа, Клостерман је привукао много антипатије у Уједињеном Краљевству. Такође је привукао пажњу на себе због противљења Заливском рату.